# Saint-Genis-d’Hiersac
Saint-Genis-d’Hiersac – miejscowość i gmina we Francji, w regionie Nowa Akwitania, w departamencie Charente. Nazwa miejscowości pochodzi od imienia św. Genezjusza.
Według danych na rok 1990 gminę zamieszkiwało 836 osób, a gęstość zaludnienia wynosiła 44 osób/km² (wśród 1467 gmin regionu Poitou-Charentes Saint-Genis-d’Hiersac plasuje się na 365. miejscu pod względem liczby ludności, natomiast pod względem powierzchni na miejscu 433.).